# Universitätsmuseum Bergen

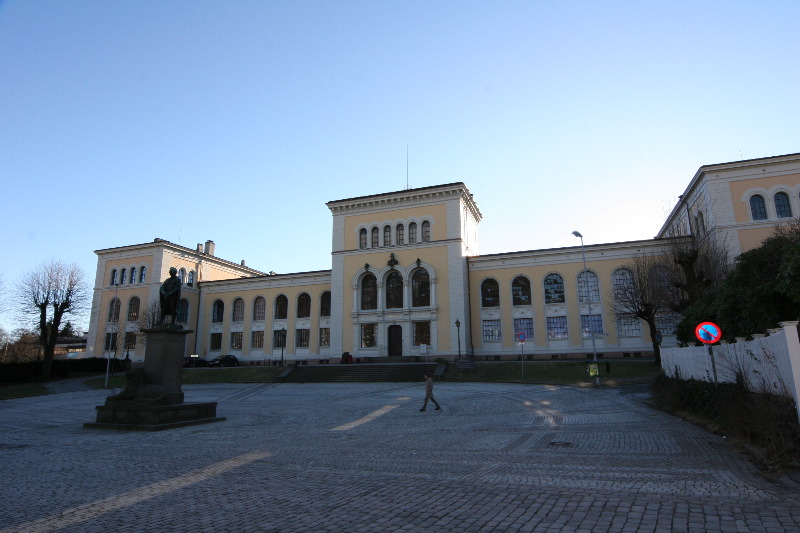
Das Gebäude der naturhistorischen Sammlung

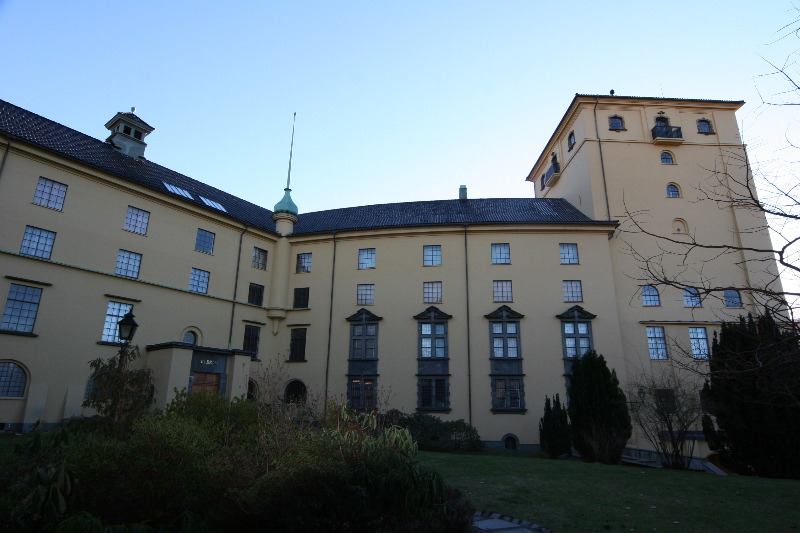
Das Gebäude der kulturhistorischen Sammlung

Das Universitätsmuseum Bergen ist ein kultur- und naturhistorisches Museum in der norwegischen Stadt Bergen. Das Museum ist Teil der Universität Bergen und liegt, verteilt auf zwei Gebäude aus den Jahren 1865 und 1927, auf dem Campus. Es wurde 1825 von Wilhelm Frimann Koren Christie gegründet und ist damit eines der ältesten Museen Norwegens. Ein botanischer Garten und ein Arboretum gehören zum Museum.
Die kulturhistorische Sammlung beinhaltet die Abteilungen für Archäologie, Kunst- und Kulturgeschichte und gehört zu den umfangreichsten Norwegens. Die Exponate umfassen norwegische Kunst, folkloristische Kunst und Gegenstände aus dem 17. und 18. Jahrhundert sowie Kirchenkunst.
Die naturhistorische Sammlung umfasst die Bereiche Zoologie, Geologie und Botanik. Sie ist im alten Hauptgebäude des Bergen Museums untergebracht. Von 1882 bis 1888 war Fridtjof Nansen als Kurator für die zoologische Abteilung verantwortlich. 2013 wurde die Ausstellung zur Totalrenovierung geschlossen und im Oktober 2019 wieder geöffnet.